# Голыгино (Шатурский район)
Голы́гино — деревня в Шатурском муниципальном районе Московской области, в составе сельского поселения Радовицкое. Расположена в юго-восточной части Московской области. Население — 262 чел. (2010).

## Название
На картах конца XVIII—XIX века деревня обозначена как Игнатовская. В Списке населенных мест 1862 года упоминается как Галыгино, в более поздних источниках даётся по два варианта названия — Галыгина (Игнатьевская) (1868 год), Голыгино, Игнатовская тож (1887 год), Долыгино, Игнатьевская тож (1906 год). В XX веке за деревней окончательно закрепляется название Голыгино. Современное название связано с некалендарным личным именем Голыга или фамилией Голыгин.

## Физико-географическая характеристика

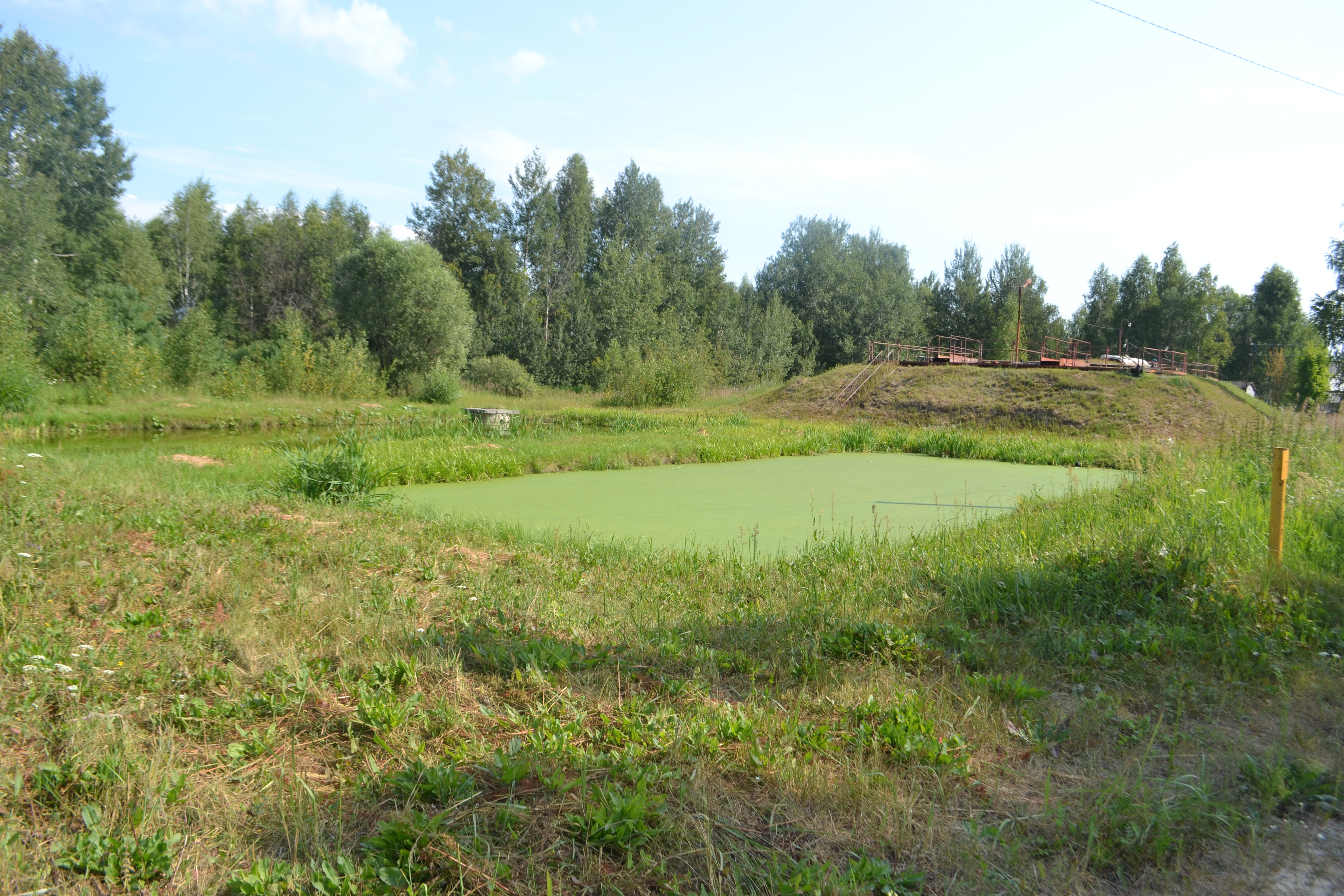
Пруд в деревне Голыгино

Деревня расположена в пределах Мещёрской низменности, относящейся к Восточно-Европейской равнине, на высоте 126 м над уровнем моря. Рельеф местности равнинный. Со всех сторон деревня окружена полями. В 0,5 км к западу от деревни протекает река Чальца.
По автомобильной дороге расстояние до МКАД составляет около 149 км, до районного центра, города Шатуры, — 60 км, до ближайшего города Спас-Клепики Рязанской области — 37 км. Ближайший населённый пункт — деревня Шелогурово, расположенная в 0,5 км к востоку от Голыгина.
Деревня находится в зоне умеренно континентального климата с относительно холодной зимой и умеренно тёплым, а иногда и жарким, летом. В окрестностях деревни распространены торфяно-болотные и дерново-подзолистые почвы с преобладанием песков и супесей.
В деревне, как и на всей территории Московской области, действует московское время.

## История

### С XVII века до 1861 года
С конца XVIII до начала XX века Голыгино входило в Егорьевский уезд Рязанской губернии.
По данным X ревизии 1858 года, деревня принадлежала княгине Александре Николаевне Вадбольской. По сведениям 1859 года Галыгино — владельческая деревня 2-го стана Егорьевского уезда по правую сторону Касимовского тракта, при колодцах. На момент отмены крепостного права владельцами деревни были князья А. и К. Вадбольские.

### 1861—1917

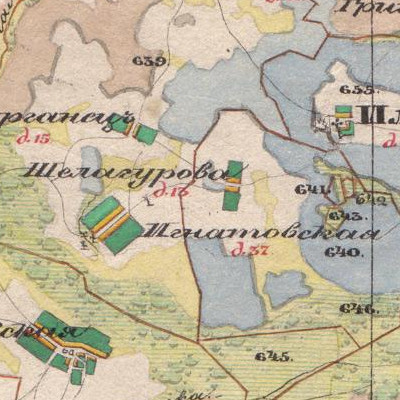
Деревня Голыгино на карте 1850 года

После реформы 1861 года из крестьян деревни было образовано два сельских общества, которые вошли в состав Дубровской волости.
Согласно Памятной книжке Рязанской губернии на 1868 год в деревне имелись три ветряные мельницы по одному поставу.
В 1885 году был собран статистический материал об экономическом положении селений и общин Егорьевского уезда. В обоих сельских обществах деревни было общинное землевладение. В общине крестьян, бывших князя К. Вадбольского, все крестьяне досрочно выкупили земельные наделы и были полными собственниками земли. В общине крестьян, бывших князя А. Вадбольского, земля была поделена по работникам, в общине полных собственников — по ревизским душам. Практиковались переделы мирской земли — пашня и большая часть лугов делились в разные сроки в каждой общине. Часть лугов делились ежегодно. В общинах был дровяной лес, а у крестьян К. Вадбольского также и строевой. Надельная земля в каждом обществе находилась в одной отрубной меже. Сама деревня была расположена с краю надельной земли.
Почвы были супесчаные и песчаные. Часть пашни ровная, часть — бугристая. Луга в основном заболоченные, но были и суходольные. Прогоны в общине А. Вадбольского были удобные, в другой общине из-за болот — неудобные. Колодцы в деревне имелись почти у каждого двора, но в некоторых вода была красноватого цвета. Своего хлеба хватало, но на продажу не бывало. Сажали рожь, овёс, гречиху и картофель. У крестьян было 54 лошади, 86 коров, 152 овцы, 20 свиней, а также 94 плодовых дерева и 160 колодок пчёл. Избы строили деревянные, крыли деревом и железом, топили по-белому.
Деревня входила в приход села Ильмяны (Покров), там же находилась ближайшая школа. В самой деревне на общественной земле имелся кабак. Главным местным промыслом было ткание кульков, которым занимались как мужчины, так и женщины. Многие мужчины занимались отхожими промыслами, в основном плотничеством. На заработки уходили преимущественно в Московскую губернию.
По данным 1905 года основными промыслами в деревне оставались плотничество и ткание кульков из мочалы. В деревне имелись два мочально-кулечных производства. Ближайшее почтовое отделение и земская лечебница находились в селе Дмитровский Погост.

### 1917—1991
В 1919 году деревня Голыгино в составе Дубровской волости была передана из Егорьевского уезда во вновь образованный Спас-Клепиковский район Рязанской губернии. В 1921 году Спас-Клепиковский район был преобразован в Спас-Клепиковский уезд, который в 1924 году был упразднён. После упразднения Спас-Клепиковского уезда деревня передана в Рязанский уезд Рязанской губернии. В 1925 году произошло укрупнение волостей, в результате которого деревня оказалась в укрупнённой Архангельской волости. В ходе реформы административно-территориального деления СССР в 1929 году деревня вошла в состав Дмитровского района Орехово-Зуевского округа Московской области. В 1930 году округа были упразднены, а Дмитровский район переименован в Коробовский.
В 1929 году в деревне открылась начальная школа (с 1940 года — семилетняя, с 1961 года — восьмилетняя).
В 1930 году деревня входила в Шелогуровский сельсовет. В 1954 году Шелогуровский и Обуховский сельсоветы объединены во вновь образованный Харлампеевский сельсовет.

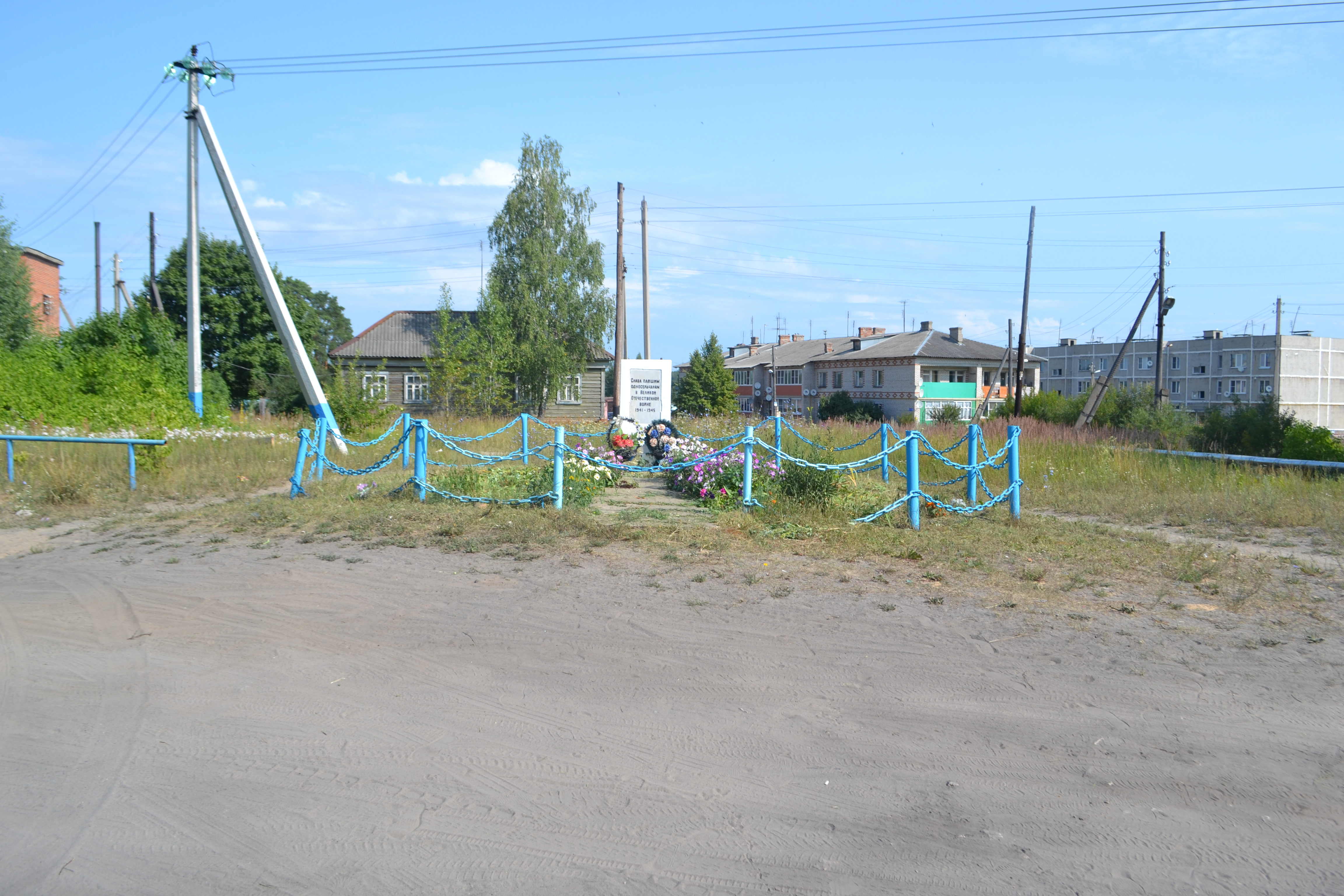
Мемориал в деревне

В конце 1930-х годов жертвами политических репрессий стали три уроженца деревни — Виноградов Сергей Георгиевич, Земсков Петр Матвеевич, Коврова Марфа Степановна и один житель — Юкинов Михаил Петрович.
Двадцать уроженцев деревни были награждены боевыми орденами и медалями Великой Отечественной войны.
В 1953 году в деревне находилось правление колхоза «Новый путь».
3 июня 1959 года Коробовский район был упразднён, Харлампеевский сельсовет передан Шатурскому району.
С конца 1962 года по начало 1965 года Голыгино входило в Егорьевский укрупнённый сельский район, созданный в ходе неудавшейся реформы административно-территориального деления, после чего деревня в составе Харлампеевского сельсовета вновь передана в Шатурский район.

### С 1991 года
В 1994 году в соответствии с новым положением о местном самоуправлении в Московской области Харлампеевский сельсовет был преобразован в Харлампеевский сельский округ. В 2005 году образовано сельское поселение Радовицкое, в которое вошла деревня Голыгино.
В 2009 году восьмилетняя школа преобразована в начальную, а в 2012 году закрыта.

## Население
| 1858 | 1859 | 1868 | 1885 | 1905 | 1970 | 1993 |
| ---- | ---- | ---- | ---- | ---- | ---- | ---- |
| 283  | ↘276 | ↗297 | ↗453 | ↗598 | ↘254 | ↘241 |
| 2002 | 2006 | 2010 |      |      |      |      |
| ↗268 | ↗272 | ↘262 |      |      |      |      |

В переписях за 1858 (X ревизия), 1859 и 1868 годы учитывались только крестьяне. Число дворов и жителей: в 1850 году — 37 дворов; в 1858 году — 135 муж., 148 жен.; в 1859 году — 44 двора, 138 муж., 138 жен.; в 1868 году — 54 двора, 145 муж., 152 жен.
В 1885 году был сделан более широкий статистический обзор. В деревне проживало 437 крестьян (82 двора, 218 муж., 219 жен.), из 72 домохозяев четверо не имели своего двора, а у 14 было две и более избы. Кроме того, в деревне проживали 4 семьи мещан, не приписанных к крестьянскому обществу (3 двора, 10 муж., 6 жен.). На 1885 год грамотность среди крестьян деревни составляла 17 % (77 человек из 437), также было 9 учащихся (8 мальчиков и 1 девочка).
В 1905 году в деревне проживал 598 человек (81 двор, 296 муж., 302 жен.). К середине XX века численность жителей деревни уменьшилась, и остаётся на одном уровне: в 1970 году — 71 двор, 254 чел.; в 1993 году — 75 дворов, 241 чел.; в 2002 году — 268 чел. (126 муж., 142 жен.).
По результатам переписи населения 2010 года в деревне проживало 262 человека (127 муж., 135 жен.), из которых трудоспособного возраста — 180 человек, старше трудоспособного — 49 человек, моложе трудоспособного — 33 человека. Жители деревни по национальности в основном русские (по переписи 2002 года — 82 %).

## Социальная инфраструктура

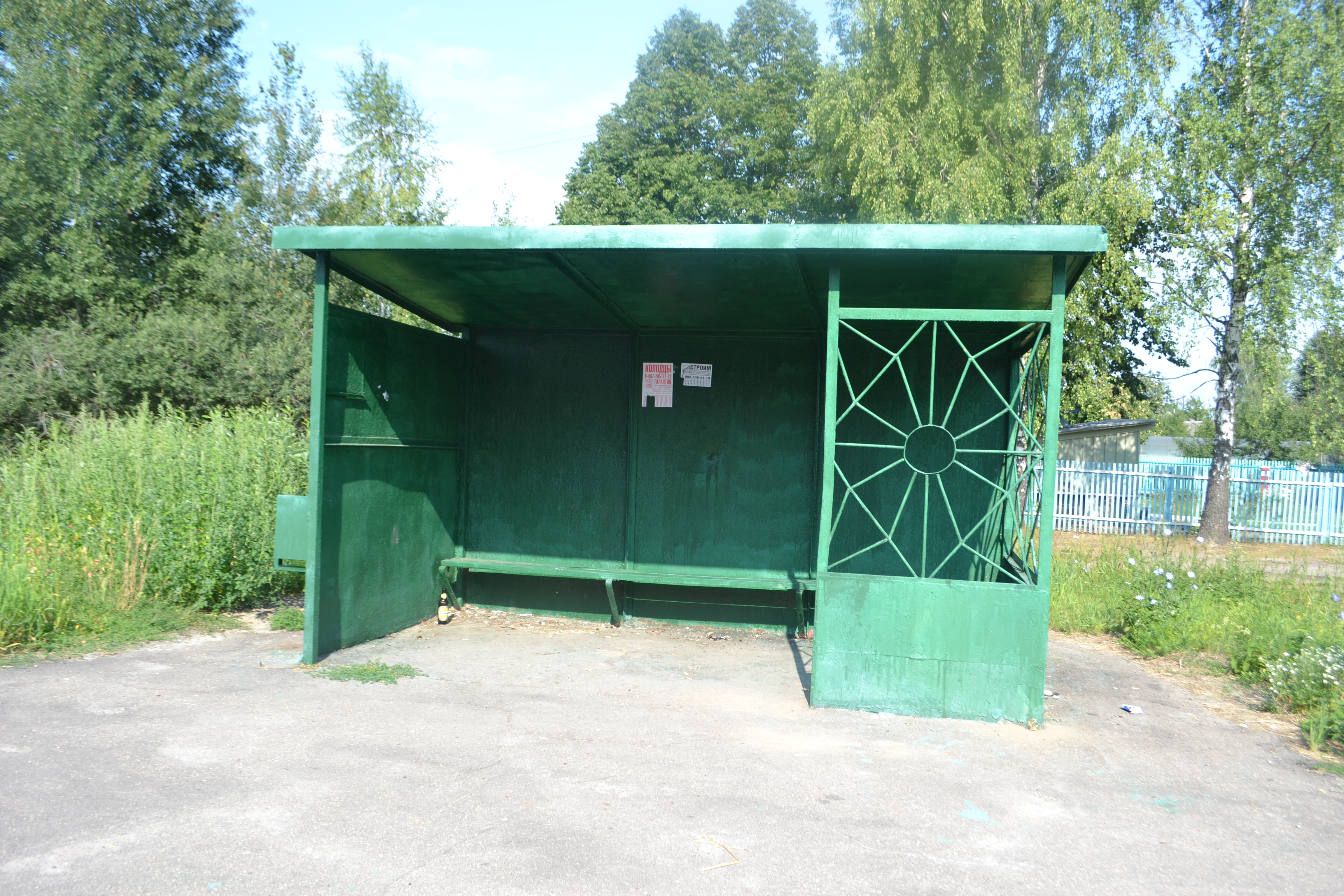
Остановка Голыгино

В деревне имеется магазин, сельский клуб и библиотека. Медицинское обслуживание жителей деревни обеспечивают фельдшерско-акушерский пункт, Радовицкая участковая больница и Шатурская центральная районная больница. Ближайшее отделение скорой медицинской помощи расположено в Дмитровском Погосте. Среднее образование жители деревни получают в Радовицкой средней общеобразовательной школе.
Пожарную безопасность в деревне обеспечивает пожарная часть № 293, а также пожарные посты в деревне Евлево, селе Дмитровский Погост (пожарная часть № 275) и в посёлке санатория «Озеро Белое» (пожарная часть № 295).
Деревня электрифицирована и газифицирована, имеется центральное водоснабжение.

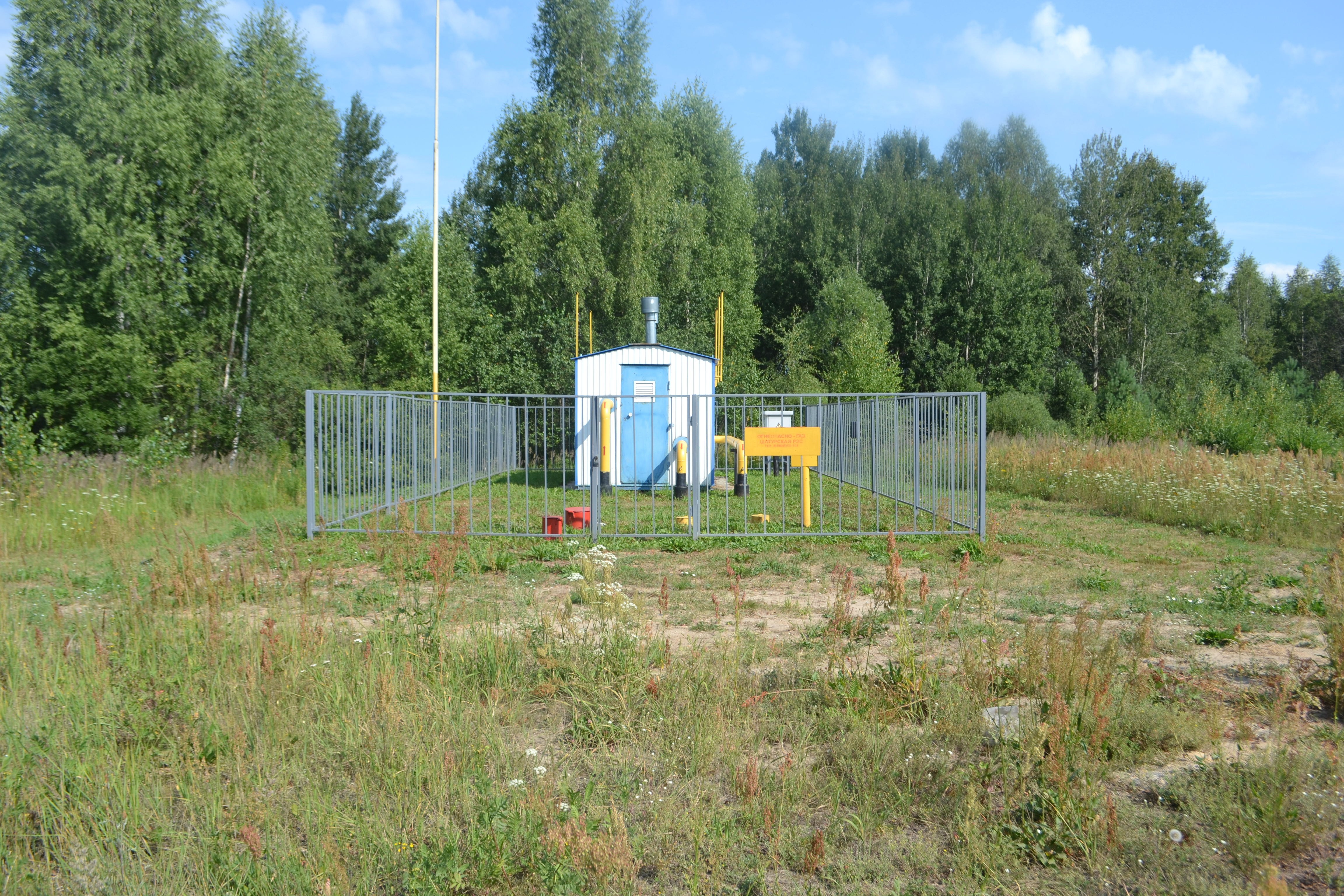
Газораспределительная станция
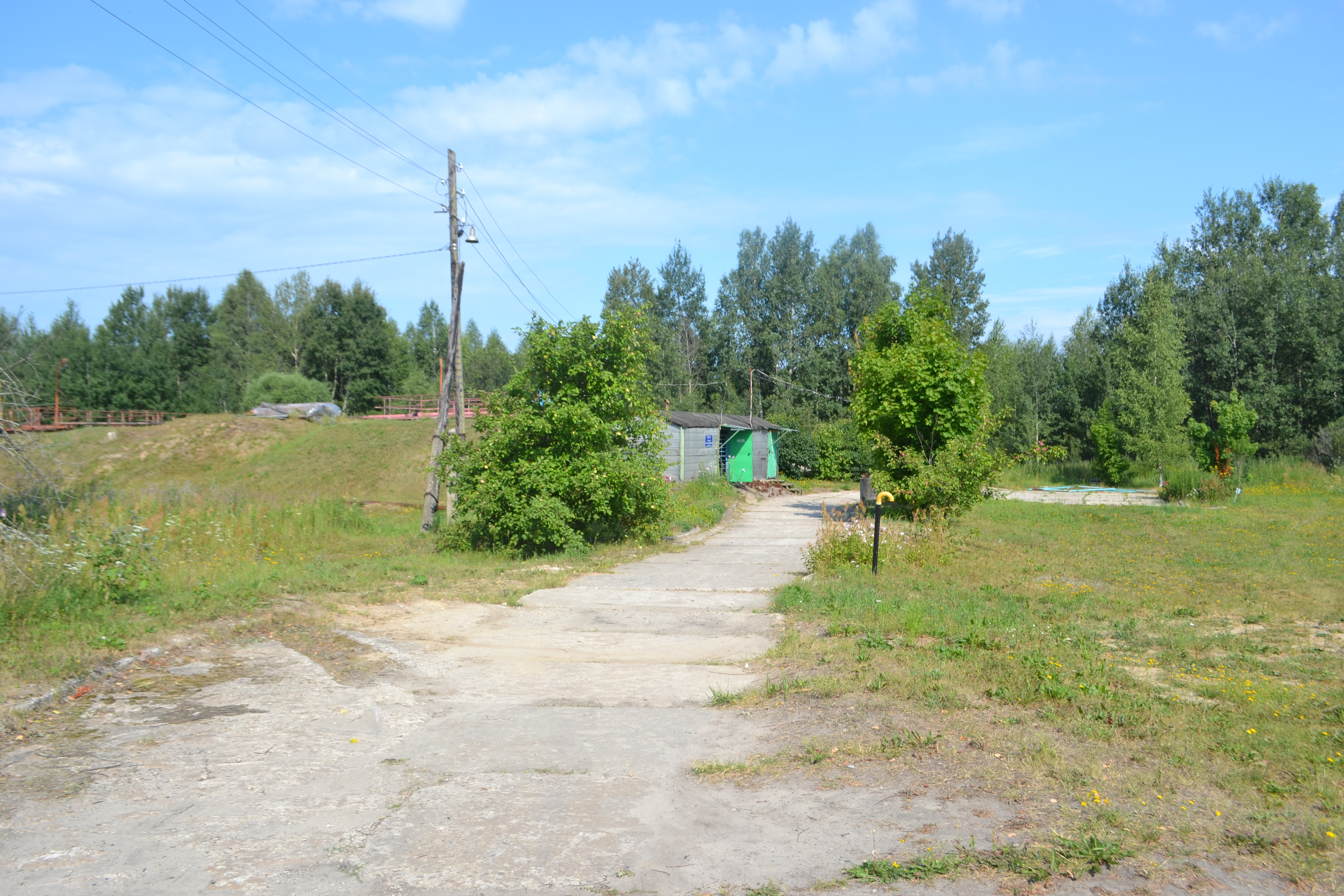
Очистные сооружения
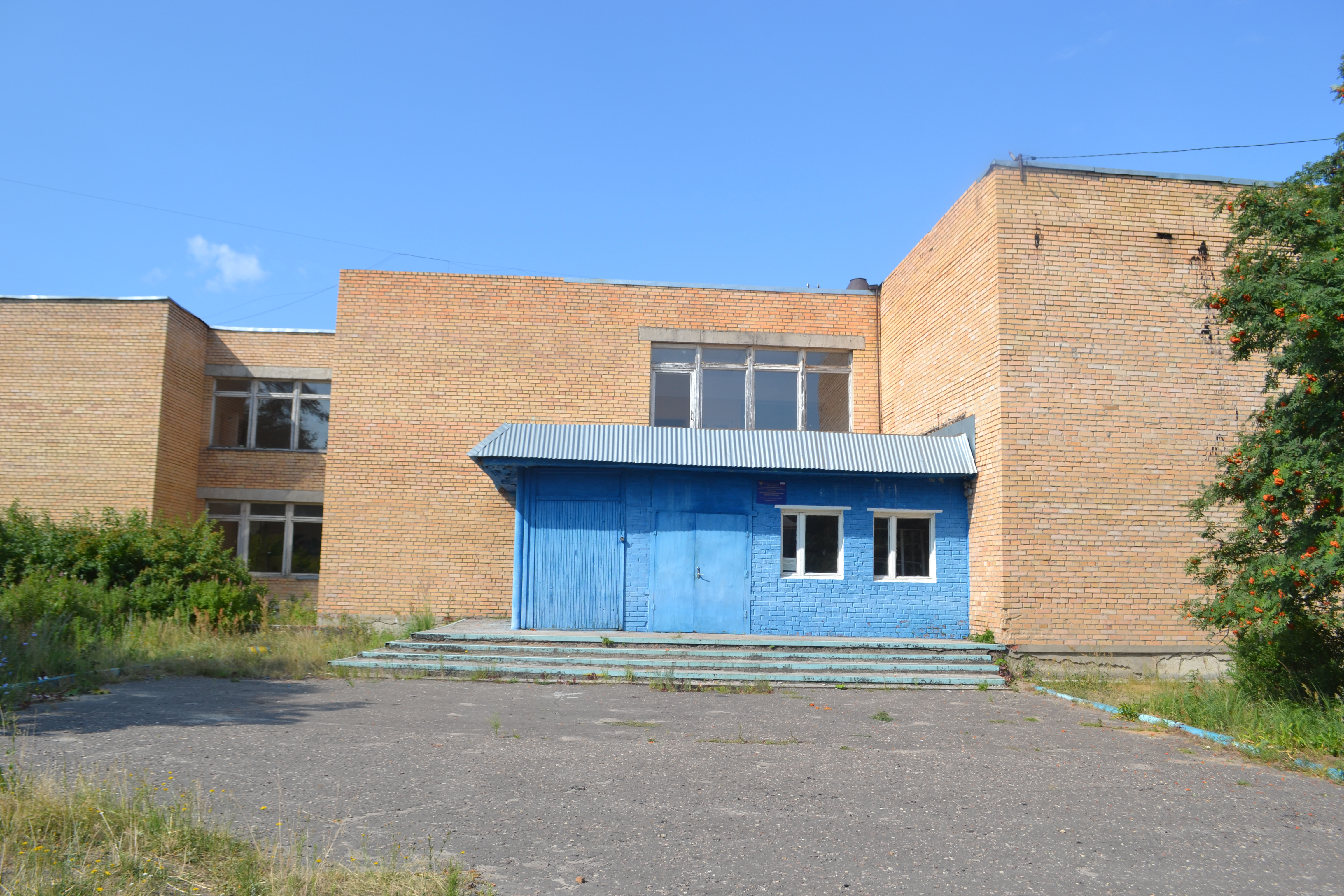
Школа

## Транспорт и связь
Рядом с деревней проходит асфальтированная автомобильная дорога общего пользования МЕТК-Подлесная-Радовицкий мох, на которой имеется остановочный пункт маршрутных автобусов «Голыгино».
Деревня связана автобусным сообщением с селом Дмитровский Погост (маршрут № 42), городом Егорьевском (маршрут № 67) и Москвой (маршруты № 332). Прямой автобусный маршрут, связывающий деревню с районным центром городом Шатурой, отсутствует. Ближайшая железнодорожная станция Кривандино Казанского направления находится в 50 км по автомобильной дороге.
В деревне доступна сотовая связь (2G и 3G), обеспечиваемая операторами «Билайн», «МегаФон» и «МТС».
Ближайшее отделение почтовой связи, обслуживающее жителей деревни, находится в посёлке Радовицкий.